# Häusern (Markt Indersdorf)
Häusern ist ein Gemeindeteil von Markt Indersdorf im oberbayerischen Landkreis Dachau. Die Einöde liegt circa zwei Kilometer östlich von Indersdorf und ist über die Kreisstraßen DAH 3 und DAH 9 zu erreichen.
Der Ort wurde 1180 als „Husare“ erstmals erwähnt.